# F-Zero: Climax
 (mars 2019).
Si vous disposez d'ouvrages ou d'articles de référence ou si vous connaissez des sites web de qualité traitant du thème abordé ici, merci de compléter l'article en donnant les références utiles à sa vérifiabilité et en les liant à la section « Notes et références ».
F-Zero: Climax est un jeu vidéo de course futuriste sorti sur Game Boy Advance en 2004, développé par Suzak et édité par Nintendo. Sorti le 21 octobre 2004 et uniquement au Japon, c'est le troisième opus de la série des F-Zero sur Game Boy Advance.

## Système de jeu
Le gameplay de F-Zero : Climax est sensiblement différent de celui de son aîné F-Zero: GP Legend et se rapproche plus de celui de F-Zero GX sorti sur GameCube. Le jeu exploite lui aussi le mode 7 et on pourra noter que l'effet de parallaxe mis en œuvre entre la piste et le terrain en contrebas a été amélioré par rapport à F-Zero : GP Legend. Tout comme son aîné, 30 pilotes prennent part à la compétition.
Le système de boosters est également de la partie, semblable à celui de F-Zero GX, il est en outre possible d'effectuer des « boost fire » (« black fire » pour les personnages tels que Black Shadow), sortes de turbos cumulés permettant d'atteindre des vitesses encore plus grandes, rendant le jeu très vif.
Chaque utilisation du turbo consomme l'énergie du véhicule. Outre les turbos, les bolides peuvent déclencher des attaques similaires à celles de F-Zero GX.
On y retrouve également le système de dérapages introduit dans F-Zero GX activé lorsque l'on appuie en bas sur la croix directionnelle. Ces dérapages permettent de prendre des virages plus serrés mais ralentissent légèrement le véhicule.